# WELCOME☆夏空ピース!!!!!
「WELCOME☆夏空ピース!!!!!」（ウェルカム なつぞらピース）は、SUPER☆GiRLSの27枚目のシングル。2021年8月25日にiDOL Streetから発売された。

## 概要
CD+Blu-ray Disc、ミュージックカード（10種類）の2種11形態で発売。第5期メンバーの萩田帆風・竹内ななみ・田中想が加入後10名体制としてスタートする"SUPER☆GiRLS 第5章"最初のシングルである。
表題曲「WELCOME☆夏空ピース!!!!!」は、2019年に発売された「ナツカレ★バケーション」のアンサーソングに当たる曲である。2021年6月12日に開催された『SUPER☆GiRLS 11th Anniversary 〜Cha11enge〜』で初披露され、同15日放送の『SUPER☆GiRLS阿部夢梨のナイスゆめり!』（ラジオ日本）で初OAされた。
カップリング曲「スイーツ」は同年7月10日に行われたリリース記念イベントで初披露され、同年8月3日放送の『SUPER☆GiRLS阿部夢梨のナイスゆめり!』で初OAされた。

### 井上真由子の活動休止・卒業
メンバーの井上真由子が、7月初旬からのリリースイベントを体調不良のため欠席。その後、同19日に活動休止が発表された。そのまま復帰することなく12月31日付で卒業し、エイベックス・マネジメントとの契約を終了した。そのため、井上真由子にとっては本作が最後の参加作品である。

## 収録曲

### CD
1. WELCOME☆夏空ピース!!!!! [4:26]
作詞：Litz、作曲：桑谷実沙・日比野裕史、編曲：日比野裕史[8]
2. スイーツ [3:58]
作詞：NOBE、作曲：吉田将樹・綿貫直行、編曲：清水武仁
3. WELCOME☆夏空ピース!!!!! Instrumental
4. スイーツ Instrumental

### Blu-ray Disc
1. WELCOME☆夏空ピース!!!!! Music Video
2. WELCOME☆夏空ピース!!!!! Music Video Making
3. WELCOME☆夏空ピース!!!!! Music Video 個人サビver.

## 音楽配信

### 先行配信
表題曲「WELCOME☆夏空ピース!!!!!」はダウンロード・ストリーミングともに7月7日に先行配信された。SUPER☆GiRLSで先行配信が行われたのは「ナツカレ★バケーション」以来である。また、本作ではハイレゾ音源も同日に先行配信を開始した。
太字の配信サービスはハイレゾ音源を配信していることを示す。

### 本配信
CDの発売日である8月25日に配信開始。ハイレゾ音源および「WELCOME☆夏空ピース!!!!!」のMVも同日に配信開始した。本作では大部分のダウンロード・ストリーミング配信サービスで先行配信のカタログが削除されずそのまま残っている。
太字の配信サービスはハイレゾ音源を配信していることを示す。MVは「WELCOME☆夏空ピース!!!!!」のMVも配信していることを示す。

## イベント
| 日程                  | 公演名                                                            | 会場                              | 備考 |
| --------------------- | ----------------------------------------------------------------- | --------------------------------- | --- |
| 2021年 7月10日        | リリース記念イベント                                              | ダイバーシティ東京プラザ          | 7月10日・11日・8月14日はミニライブ2部・個別撮影会1部制、7月17日はトークイベント2部制・個別撮影会1部制 での実施。 7月10日・11日・17日は井上が体調不良により不参加。17日は阿部が不参加。 |
| 7月11日               | リリース記念イベント                                              | ららぽーと立川立飛                | 7月10日・11日・8月14日はミニライブ2部・個別撮影会1部制、7月17日はトークイベント2部制・個別撮影会1部制 での実施。 7月10日・11日・17日は井上が体調不良により不参加。17日は阿部が不参加。 |
| 7月17日               | リリース記念イベント                                              | イオンモール土浦                  | 7月10日・11日・8月14日はミニライブ2部・個別撮影会1部制、7月17日はトークイベント2部制・個別撮影会1部制 での実施。 7月10日・11日・17日は井上が体調不良により不参加。17日は阿部が不参加。 |
| 8月14日               | リリース記念イベント                                              | ヨドバシカメラ マルチメディア梅田 | 7月10日・11日・8月14日はミニライブ2部・個別撮影会1部制、7月17日はトークイベント2部制・個別撮影会1部制 での実施。 7月10日・11日・17日は井上が体調不良により不参加。17日は阿部が不参加。 |
| 8月7日                | ネットサイン会                                                    | オンライン（YouTube LIVE）        | corazónの対象商品購入者が参加できるもので、生写真へのサインを実施。 |
| 8月10日・11日・28日   | ネットチェキ会                                                    | オンライン（YouTube LIVE）        | corazónの対象商品購入者が参加できるもので、チェキへのサインを実施。10日は長尾・金澤・門林・樋口・竹内が、11日は阿部・坂林・萩田・田中が、28日は全員が参加。                            |
| 8月21日               | タワーレコードオンライン プレミアムミニライブ&オンライン特典会    | オンライン                        | タワーレコードオンラインの対象商品購入者が参加できる、オンラインミニライブ・ネットサイン会。対象商品購入者から抽選で60名が現地でのミニライブ観覧に招待された。                         |
| 8月24日               | CDお渡し会                                                        | タワーレコード渋谷                | 8月24日は樋口・萩田・竹内・田中が、9月23日は2部制で、阿部・長尾・金澤・坂林・門林・樋口・萩田・田中が参加。                                                                            |
| 9月23日               | CDお渡し会                                                        | タワーレコードららぽーと立川立飛  | 8月24日は樋口・萩田・竹内・田中が、9月23日は2部制で、阿部・長尾・金澤・坂林・門林・樋口・萩田・田中が参加。                                                                            |
| 8月24日・25日         | ジャケットサイン&ポスターサイン会                                 | オンライン（YouTube LIVE）        | corazónの対象商品購入者が参加できるもので、CDジャケットやポスターへのサインを実施。24日は長尾・金澤・坂林・門林が、25日は阿部・樋口・萩田・竹内・田中が参加。                          |
| 9月12日               | スペシャルイベント                                                | TOC有明                           | 個別撮影会6部制・ミニトーク&サイン会4部制。 |
| 2022年 3月20日        | CDお渡し会イベント関西編                                          | HMV&BOOKS SHINSAIBASHI            | 2部制 |
| 3月27日(中止)・4月9日 | 「SUPER☆GiRLS ノンストップ全力ライブ 2022」完走記念ネットサイン会 | オンライン（YouTube LIVE）        | corazónの対象商品購入者が参加できるもので、ノンストップ全力ライブ衣装の生写真へのサインを実施。3部制。3月27日は諸事情により中止され、4月9日に振替開催される。                          |

※他、各イベントにおいてCD予約購入者対象の特典会（個別撮影会）や生写真プレゼントなどの施策も開催された。